# Plàcid Francés i Pascual

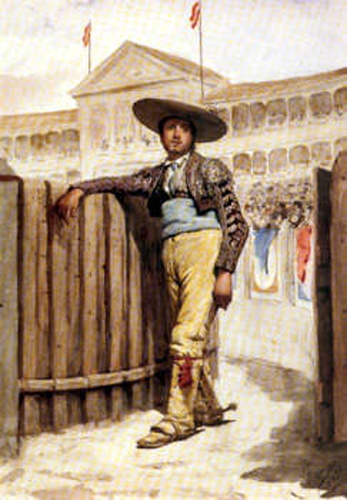
El picador

Plácido Francés Pascual, (Alcoi, 1834 – Madrid, 1902) Alumne de l'Acadèmia de Sant Carles de València i de la Academia San Fernando de Madrid, més tard, el 1861 fou nomenat Catedràtic de l'Escola de Belles Arts de València i més tard de les Arts i Indústries de Madrid. El 1882 li van atorgar la Creu de Carles III.

## Obra
És pintor d'obres de gènere i d'història a més de bon retratista, retrata a Alfonso XII i a María de las Mercedes. Bon decorador, decora el Palau del Marqués de Dosaigües, el dels Ducs de Santoña i el del marques de Larios a Madrid. És un dels aquarel·listes més interessants del XIX espanyol, soci fundador de la Sociedad de Acuarelistas de Madrid i del Círculo de Bellas Artes de Madrid.
Obres seues són:
- Dos escenas de galanteo en tiempos de Felipe II, Tipo de la Ribera de la Albufera de Valencia, Proclamación de Boabdil, Contraste, Dos Chulas,Mujer en la iglesia, El enamorado, San Francisco y el hermano León, Bailarina con pandereta, Bailarina con castañuelas, El Picador, Lección de Minué, La Orden Del Rey, Idilio en el Café, !Que viene el Toro¡.

## Guardons
Plácido Francés va obtindre:

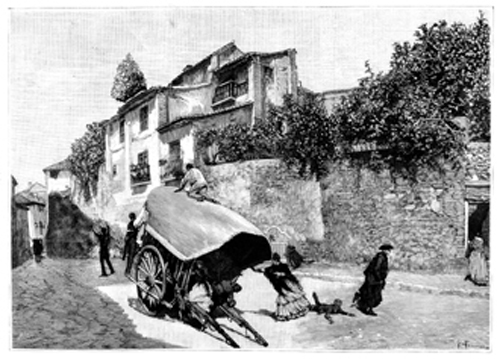
Gravat còpia de ¡Que viene el toro! de "La ilustración española y americana"

- Primer Premi a l'Exposició Provincial de Granada en 1857.
- Menció a l'Exposició Nacional de Belles Arts en 1867 per un quadre de temàtica cervantina.
- Primera Medalla a la Mostra Regional de Saragossa en 1868.
- Tercera Medalla a l'Exposició Nacional de Belles Arts en 1871 per Vivac de pobres.
- Segona Medalla a l'Exposició Universal de Barcelona de 1888.
- Tercera Medalla a l'Exposició Nacional de Belles Arts en 1890
- Segona Medalla a l'Exposició Nacional de Belles Arts en 1892 per El consejo del padre.
- Condecoració a l'Exposició Nacional de Belles Arts en 1895.